# تسا وولارت
تسا وولارت (انگلیسی: Tessa Wullaert؛ زادهٔ ۱۹ مارس ۱۹۹۳) بازیکن فوتبال اهل بلژیک است.
از باشگاه‌هایی که در آن بازی کرده‌است می‌توان به باشگاه فوتبال زنان وولفسبورگ، باشگاه فوتبال استاندارد لیژ، باشگاه فوتبال منچستر سیتی، باشگاه فوتبال اندرلشت، باشگاه فوتبال وولفسبورگ، و باشگاه فوتبال زولته وارخم اشاره کرد.
وی همچنین در تیم‌های ملی فوتبال زنان بلژیک، زنان بلژیک، Belgium women's national under-19 football team، و زنان بلژیک بازی کرده‌است.